# The Horse Soldiers
The Horse Soldiers é um filme norte-americano de 1959, do gênero faroeste, dirigido por John Ford e estrelado por John Wayne e William Holden.

## A produção
Obra menor de John Ford, The Horse Soldiers é o único filme do diretor cujo tema principal é a Guerra de Secessão. A história é baseada em fatos reais, parte da Campanha de Vicksburg que culminou com o cerco daquela cidade confederada.
Ao contrário de outros faroestes de Ford, o exército não é mostrado como uma família feliz. A Guerra Civil é vista como uma coisa fútil, sem vencedores e com uma grande quantidade de feridos.
Pelas suas atuações, John Wayne e William Holden receberam 750.000 dólares cada um, além de 20% dos lucros auferidos pela produção.
Este foi o último filme do querido cowboy do cinema Hoot Gibson. Gibson estreou nas telas ainda nos primeiros anos do século XX e era muito amigo de Ford, com quem trabalhou várias vezes.

## Sinopse
O Coronel John Marlowe lidera três regimentos em uma incursão de 700 km por trás das linhas sulistas, para destruir uma ferrovia que vai dar em Vicksburg, principal reduto dos confederados. Junto, seguem Hannah Hunter, espiã inimiga que sabe do plano, e o Major Henry Kendall, um médico que frequentemente entra em conflito com o coronel por não aprovar seus métodos.

## Principais premiações
| Prêmio                           | Categoria      | Situação |
| -------------------------------- | -------------- | -------- |
| Directors Guild of America Award | Melhor Diretor | Indicado |

## Elenco
| Ator/Atriz       | Personagem             |
| ---------------- | ---------------------- |
| Chris Hemsworth  | Capitão Mitch Nelson   |
| John Wayne       | Coronel John Marlowe   |
| William Holden   | Major Henry Kendall    |
| Constance Towers | Hannah Hunter          |
| Judson Pratt     | Sargento Kirby         |
| Hoot Gibson      | Sargento Brown         |
| Ken Curtis       | Cabo Wilkie            |
| Willis Bouchey   | Coronel Phil Secord    |
| Bing Russell     | Dunker                 |
| O.Z. Whitehead   | Otis 'Hoppy' Hopkins   |
| Hank Worden      | Clump                  |
| Chuck Hayward    | Capitão nortista       |
| Denver Pyle      | Jakie Jo               |
| Strother Martin  | Virgil                 |
| Basil Ruysdael   | Reverendo              |
| Carleton Young   | Coronel Jonathan Miles |